# Julien Courbey
Pour l’article ayant un titre homophone, voir Julien Courbet.
Julien Courbey est un acteur français, né le 12 mars 1976 à Toulouse.

## Biographie
Julien Courbey est né d'un père français et d'une mère d'origine malienne et mauritanienne,.
Il se fait repérer à l'âge de onze ans dans une publicité pour Malabar. Il participe d'ailleurs à plusieurs clips publicitaires, notamment pour Casio et Yop qui marqueront les esprits (Avec la fameuse phrase : « T'as craché dans ton Yop ??? »). En 1993, il monte sur scène dans la pièce Zone libre de Jean-Claude Grumberg qui remportera trois Molières.
Il obtient son premier rôle au cinéma en 1991 dans Triplex de Georges Lautner, puis joue à la télévision dans la série Seconde B de 1993 à 1995. Il apparaît ensuite dans des films plus « prestigieux » : Les Anges gardiens de Jean-Marie Poiré en 1995 et Hommes, femmes, mode d'emploi de Claude Lelouch en 1996. Par la suite, il joue des rôles de banlieusards dans plusieurs films tels que K (1997) d'Alexandre Arcady, Le Ciel, les Oiseaux et... ta mère ! (1999) de Djamel Bensalah et Old School (2000) de Kader Ayd.
Musicien passionné de jazz, batteur à ses heures, il participe à des projets musicaux et des clips de ses amis rappeurs.
En 2006, il devient la voix française d'Elliot, le cerf hémione, dans le film d'animation Les Rebelles de la forêt. Il donne toujours de sa voix dans les suites Les Rebelles de la forêt 2 (2008) et Les Rebelles de la forêt 3 (2010) avant d'être remplacé pour des raisons inconnues par Emmanuel Garijo dans Les Rebelles de la forêt 4 (2015).
De 2006 à 2007, il incarne Léon, un technicien en identification criminelle (TIC), dans la série Section de recherches.
À partir d'avril 2022, il apparaît dans la série télévisée Plus belle la vie.

## Filmographie

### Cinéma

#### Courts métrages
- 1996 : Y a du foutage dans l'air de Djamel Bensalah
- 2009 : Tuer encore? Jamais plus! de Moreno Boriani et Frédéric Moreau De Bellaing : Alan
- 2009 : Big H Story de Sébastien Rossi : Big H
- 2010 : Chronique de l'Afrique sauvage d'Issam Mathlouti : Philippe
- 2012 : La Voix de l'ange de Olivier Tangkun : Le Père d'Emilie
- 2014 : Promotion canapé d'Adrien François
- 2014 : L'Homme de l'île Sandwich de Levon Minasian : L'Homme de l'Île Sandwich

#### Longs métrages
- 1991 : Triplex de Georges Lautner
- 1993 : À cause d'elle de Jean-Loup Hubert : Le gamin hospitalisé
- 1994 : Priez pour nous de Jean-Pierre Vergne : Le copain
- 1995 : Adultère (mode d'emploi) de Christine Pascal : Le jeune banlieusard
- 1995 : Les Anges gardiens de Jean-Marie Poiré : Jérôme
- 1996 : Hommes, femmes, mode d'emploi de Claude Lelouch
- 1999 : Le Ciel, les Oiseaux et... ta mère ! de Djamel Bensalah : Mike
- 2000 : Old School de Kader Ayd : Nico Pasquali
- 2001 : G@mer de Patrick Levy : Momo
- 2002 : Se souvenir des belles choses de Zabou Breitman : Stéphane
- 2002 : Le Raid de Djamel Bensalah : Kader (Kevin)
- 2003 : Chouchou de Merzak Allouache : Yekea
- 2004 : Alive de Frédéric Berthe : Steve
- 2005 : Il était une fois dans l'Oued de Djamel Bensalah : Johnny Leclerc alias Abdel Bachir
- 2006 : Beur blanc rouge de Mahmoud Zemmouri : Gaby
- 2007 : Jean de la Fontaine, le défi de Daniel Vigne : Molière
- 2007 : Big City de Djamel Bensalah : Un homme agressé
- 2007 : Marié(s) ou presque de Franck Llopis : Coustaud
- 2008 : Affaire de famille de Claus Drexel : Samy
- 2008 : Asylum d'Olivier Château : Jack
- 2008 : Faubourg 36 de Christophe Barratier : Mondain, l'homme de main (et chauffeur) de Galapiat
- 2009 : Neuilly sa mère ! de Gabriel Julien-Laferrière : Le professeur d'EPS
- 2009 : Orpailleur de Marc Barrat : Gonz - Valois du meilleur acteur
- 2009 : Les Barons de Nabil Ben Yadir : Franck Tabla
- 2011 : Beur sur la ville de Djamel Bensalah : Lieutenant Juju
- 2012 : Un marocain à Paris de Saïd Naciri
- 2012 : Au paradis des hommes de Cédric Malzieu : Clément
- 2013 : Voyage sans retour de François Gérard : Karim
- 2013 : 419 d'Eric Bartonio (d'après le roman éponyme de Loulou Dédola) : Da Silva
- 2014 : Super Z de Julien de Volte et Arnaud Tabarly : Stéphana
- 2016 : Le Gang des Antillais de Jean-Claude Barny
- 2018 :  Neuilly sa mère, sa mère ! de Gabriel Julien-Laferrière : Jérôme
- 2021 : En passant pécho de Julien Royal : Chef de brigade

### Télévision

#### Téléfilms
- 1993 : La Fortune de Gaspard de Gérard Blain : André
- 1994 : Le Clandestin de Jean-Louis Bertuccelli : Maxime
- 1995 : Pasteur, cinq années de rage de Luc Béraud : Viala
- 1996 : Une fille à papas de Pierre Joassin : Jean-Bat
- 2010 : En chantier, monsieur Tanner de Stefan Liberski : Pedro Kantor
- 2011 : La Crèche des hommes d'Hervé Brami : Paulo
- 2013 : Hors-Sujet! de Semy Chébinou : Bruce

#### Séries télévisées
- 1993-1995 : Seconde B : Henri Séguri (76 épisodes)
- 1994 : Navarro : Christophe Combert (1 épisode)
- 1995 : Julie Lescaut, épisode 5, saison 4 : Double Rousse d'Élisabeth Rappeneau - Phipou
- 1997 : Joséphine, ange gardien : Le garçon d'étage (épisode 1.01 : Le miroir aux enfants)
- 1999 : Les Duettistes : Michel Fernadez (épisode 1.01 : Une dette mortelle)
- 2001 : Les Duettistes : Michel Fernadez (épisode 1.02 : Jeunes Proies)
- 2003 : Kelif et Deutsch à la recherche d'un emploi
- 2006 - 2007 : Section de recherches : Léon, TIC (saisons 1 & 2)
- 2010 : Coursier de merde : Gaétan Foirest
- 2012 : Un flic : Le SDF (1 épisode)
- 2012 : Drôle de Poker
- 2022 : Plus belle la vie (saison 18)

### Clips
- 2005 : Partir loin de 113, avec Reda Taliani
- 2006 : Le Rêve français de Merlin
- 2007 : La Gagne d'Intouchable, avec Tonton David
- 2008 : Roi sans couronne de Nessbeal
- 2009 : Chaud comme la braise de Ballistik
- 2009 : Opérationnel d'Olivier Miller
- 2010 : Un jour où l'autre de Ballistik
- 2010 : J'ai plus de bédo de Datsé
- 2011 : Bienvenue au bled de Bilel, avec Cheb Sofiane
- 2011 : Shalom Salam Salut de Seth Gueko
- 2011 : L'Insécurité de Sefyu

## Théâtre
- 1993 : Zone libre de Jean-Claude Grumberg
- 1993: Eté et Fumée de Tennesse Williams, mise en scène Gilles Gleizes, CDN de Limoges
- 1993 : La Fortune du pot de Jean-François Josselin, mise en scène Étienne Bierry, Théâtre de Poche Montparnasse

## Doublage
- 2006 : Les Rebelles de la forêt de Roger Allers, Jill Culton et Anthony Stacchi : Elliot
- 2008 : Les Rebelles de la forêt 2 de Matthew O'Callaghan et Todd Wilderman : Elliot
- 2010 : Les Rebelles de la forêt 3 de Cody Cameron : Elliot
- 2022 : Les Kassos (épisode 86) de Balak : Julien Courbet